# Duarte Pio di Braganza
Duarte Pio di Braganza (in portoghese: Duarte Pio de Bragança) (Berna, 15 maggio 1945) è il ventiquattresimo duca di Braganza e pretendente al trono portoghese dal 1976.

## Biografia

### Nascita ed educazione
È il primogenito maschio del pretendente al trono portoghese Duarte Nuno di Braganza e di Francesca d'Orléans-Braganza. Duarte Pio è nato nella città di Berna, in Svizzera. Alla sua nascita, alla sua famiglia era ancora vietato rientrare in Portogallo per via delle leggi d'esilio del 19 dicembre 1834 e del 15 ottobre 1910. Anche se il Portogallo era divenuto una repubblica dal 1910, i genitori di Duarte cercarono di assicurare i diritti di successione al figlio e sostennero di averlo fatto nascere su suolo portoghese nell'ambasciata portoghese a Berna (condizione richiesta dalle costituzioni lusitane), procurandogli quindi la nazionalità portoghese . Alcuni monarchici portoghesi contestarono, tuttavia, i suoi diritti della successione in quanto nel certificato di battesimo non fu riportata l'ambasciata come luogo di nascita. I padrini furono il papa Pio XII e la regina Amelia del Portogallo, madre di Manuele II, l'ultimo re del regno del Portogallo.
Il 27 maggio 1950 l'Assemblea nazionale abrogò le leggi d'esilio del 19 dicembre 1834 e del 15 ottobre 1910 e l'anno successivo visitò il Portogallo per la prima volta accompagnando sua zia l'infanta Filippa. Nel 1952 si trasferì permanentemente in Portogallo con i suoi genitori e fratelli.
Dal 1957 al 1959 fu iscritto al colégio Nuno Álvares a Santo Tirso, nel 1960 entrò nell'Accademia militare di Lisbona. Si iscrisse all'Instituto superior de agronomia (ora Istituto de agronomia, parte dell'Technical University di Lisbona), dove si è laureato in agraria, e si è specializzato all'"Institute for Development" dell'Università di Ginevra in Svizzera.

### Servizio militare
Dal 1968 al 1971 ha rispettato i suoi obblighi come cittadino portoghese facendo il servizio militare come richiesto dalla legge. Come da prassi in questa occasione gli è stato richiesto di giurare fedeltà alla Repubblica portoghese ed è stato per questo motivo criticato da alcuni monarchici, una parte dei quali ha quindi sostenuto che aveva perso i suoi diritti alla successione.
Duarte ha avuto i gradi di sottotenente (alferes) ed è stato impiegato come pilota d'elicottero nell'aeronautica portoghese in Angola, allora in preda alla guerra coloniale portoghese. Nel 1972 ha partecipato con un gruppo multi-etnico angolano all'organizzazione di una lista indipendente di candidati all'Assemblea nazionale ed è stato quindi espulso dall'Angola per ordine del primo ministro Marcello Caetano. Duarte Pio ha tuttavia mantenuto i contatti con i vari leader in lingua portoghese.

### Successione
Il 24 dicembre 1976 il padre di Duarte Pio, Duarte Nuno, morì ed egli divenne il pretendente al trono portoghese, iniziando a portare il titolo di duca di Braganza. Nella sua pretesa al trono è sostenuto da svariate associazioni regionali monarchiche indipendenti (Reais Associações).

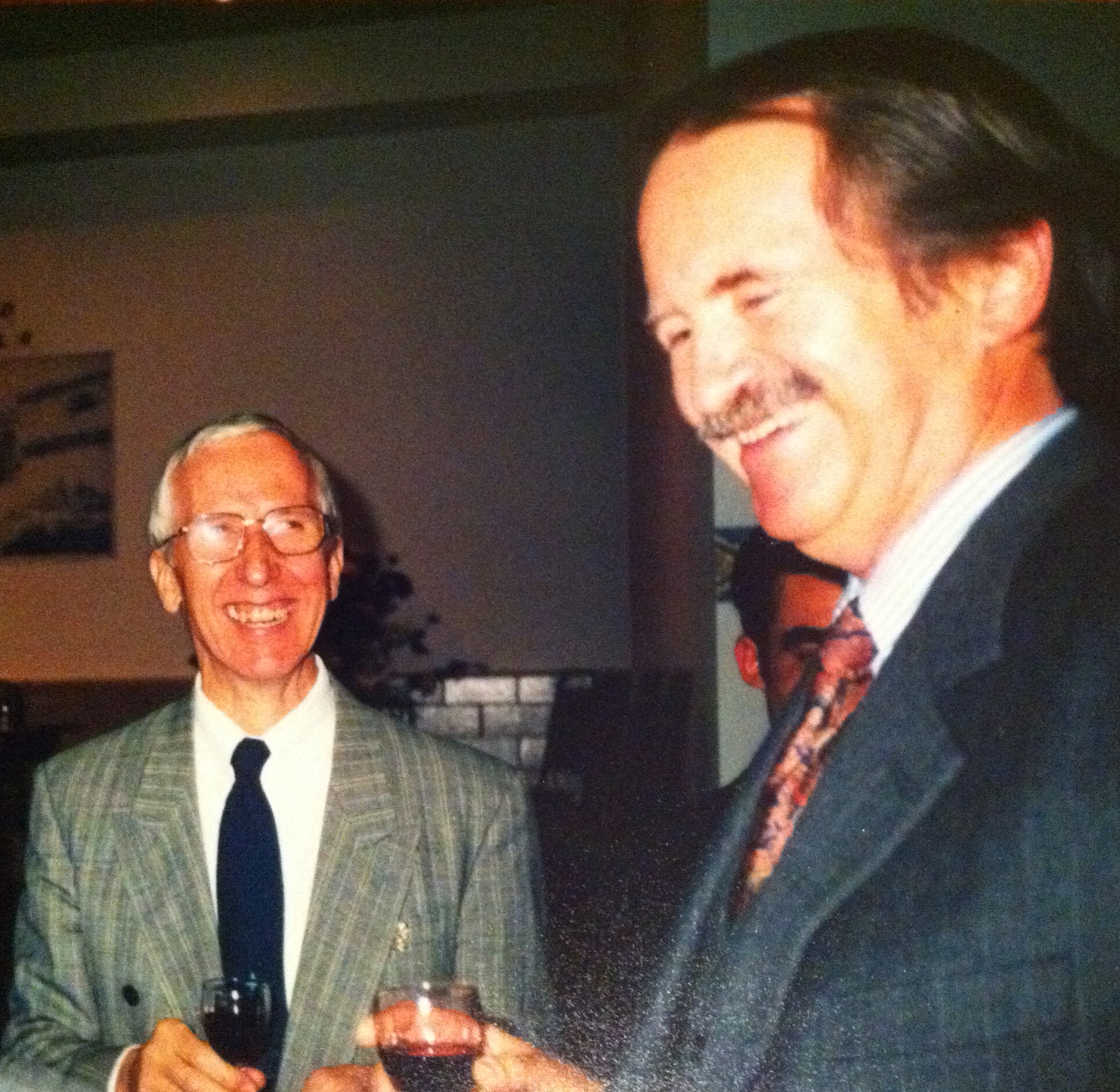
Duarte Pio e Jean-Claude Rodet nel 2002.

Alcuni monarchici portoghesi, tra i quali anche il Partido Popular Monárquico, non lo riconosce come pretendente e come duca di Braganza, a causa del fatto che nel 1828 il suo bisnonno, Michele del Portogallo si proclamò re ed in seguito fu esiliato da sua nipote Maria II del Portogallo: secondo una legge di bando del 1834 e la costituzione del 1838, Michele I e tutti i suoi discendenti sono stati banditi dalla successione al trono di Portogallo. Nel 1842 fu restaurata la costituzione del 1826 (rimasta in vigore fino al 1910, quando cadde la monarchia) che non contemplava il bando per Michele I e i suoi discendenti.
Duarte è il parente maschile più prossimo all'ultimo re portoghese Manuele II di Portogallo: esistono parenti discendenti per via femminile (che per la Costituzione del 1826 hanno diritti di successione), ma nessuno di questi ha nazionalità portoghese (richiesta dalla Costituzione per la successione al trono) e nessuno di questi lontani congiunti ha mai reclamato attivamente il trono.
Nel 1912 e nel 1922 il nonno di Duarte, Michele di Braganza, si riconciliò con Manuele II, sebbene questa riconciliazione non sia stata accettata da molti monarchici. È inoltre discussa l'esistenza dell'atto di Dover, il compromesso firmato dai due. Alcune organizzazioni monarchiche in Portogallo sostengono che soltanto le Cortes o l'Assemblea nazionale potrebbero determinare legalmente il pretendente legittimo se si decidesse di ristabilire la monarchia. Un gruppo di monarchici che sostenne dom Miguel fu Integralismo Lusitano, mentre l'unico attuale partito politico portoghese esplicitamente monarchico, il Partido Popular Monárquico, supporta un lontano cugino per parte femminile di Duarte Pio, il duca di Loulé.
All'inizio degli anni 1980, e come era successo a suo padre, Duarte Pio ha avuto un lungo contenzioso legale sulla proprietà della casa reale di Braganza contro le pretese di Maria Pia di Sassonia Coburgo Braganza, che si proclamava figlia naturale del re Carlo I del Portogallo e sorellastra del re Manuele II.
Nel maggio 2006, il ministero portoghese degli affari esteri pubblicò una nota in cui si riferiva a Duarte Pio come duca di Braganza; a questo riconoscimento si oppose Nuno da Câmara Pereira, membro del parlamento e leader del Partido Popular Monárquico.
Nel 2007 sempre Nuno da Câmara Pereira ha denunciato Duarte Pio per furto e uso indebito dell'ordine dinastico di São Miguel da Ala.

### Campagne per Timor Est
Duarte è stato un importante sostenitore dell'indipendenza di Timor Est, ex colonia portoghese occupata con forza dall'Indonesia nel 1975. Ancora prima che i leader politici mondiali considerassero Timor un'emergenza, Duarte Pio organizzò parecchie campagne nazionali ed internazionali a nome di Timor Est, tra cui Timor 87 Vamos Ajudar e Lusitânia Expresso nel 1992. Nel 1997 suggerì al vice presidente indonesiano Jusuf Habibie un referendum sull'indipendenza di Timor Est: nel 1999, dopo che Habibie stesso era divenuto presidente dell'Indonesia, un referendum sancì l'indipendenza del paese.

### Matrimonio

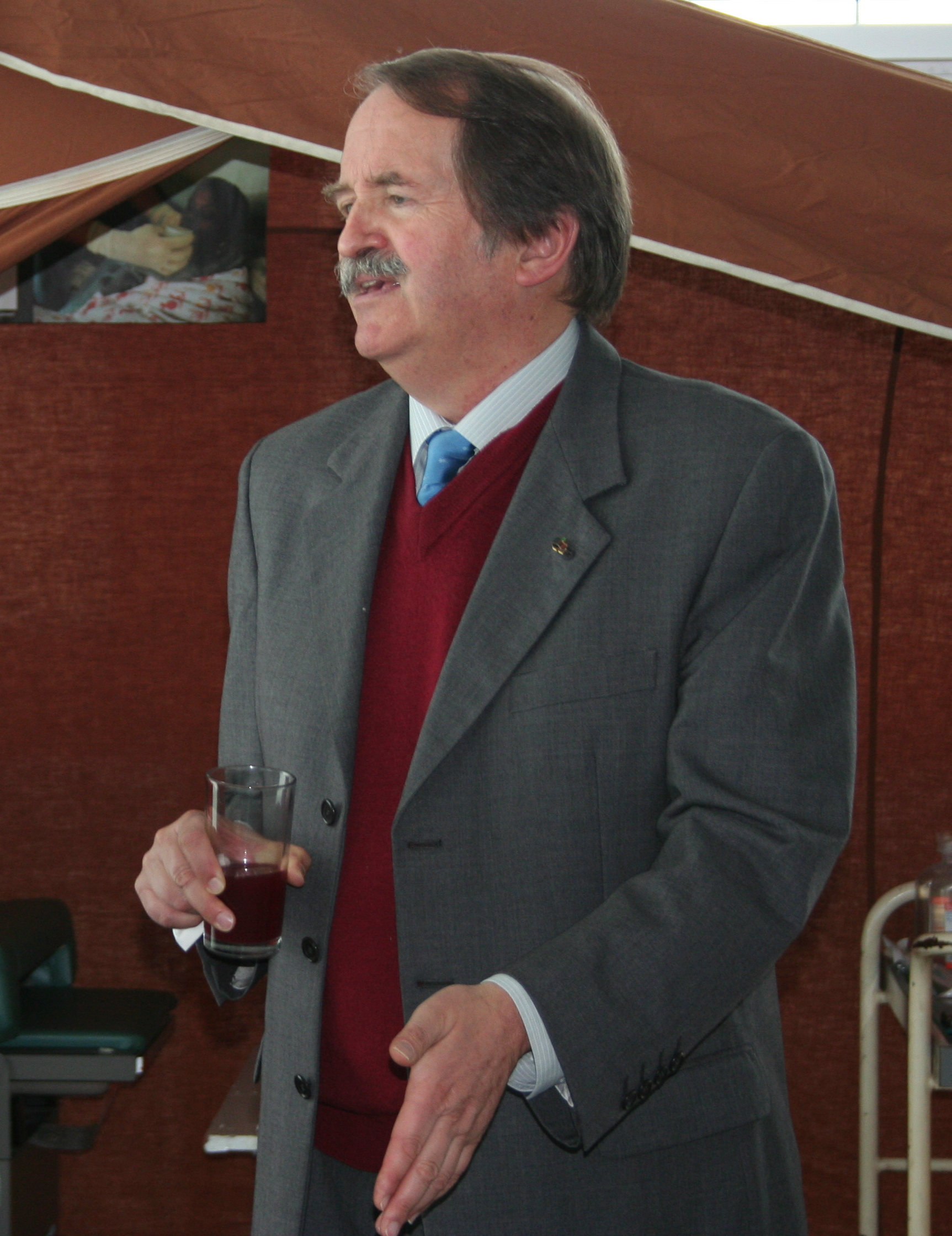
Duarte Pio di Braganza

Il 13 maggio 1995 Duarte Pio sposò Isabel de Herédia, una donna d'affari portoghese: è stato il primo matrimonio di un membro della famiglia reale portoghese avvenuto in Portogallo dalle nozze di Luigi I di Portogallo nel 1862 ed il primo con un membro dell'aristocrazia lusitana dalle nozze di Ferdinando I del Portogallo nel 1371. La cerimonia fu celebrata nel monastero dos Jerónimos a Lisbona dal cardinale António Ribeiro, patriarca di Lisbona. Erano presenti le principali personalità politiche portoghesi, tra cui il presidente della Repubblica Mário Soares, il presidente dell'Assemblea nazionale ed il primo ministro Aníbal Cavaco Silva. Inoltre erano presenti esponenti di diverse case reali europee, regnanti e non, che riconoscono Duarte Pio come legittimo pretendente al trono.
Il matrimonio di Duarte con Isabella e la nascita del loro primo figlio fu occasione di grande attenzione da parte dei mezzi di informazione portoghesi.

## Discendenza
Duarte Pio con Isabel de Herédia ha avuto tre figli:
1. Alfonso, nato il 25 marzo 1996;
2. Maria Francesca, nata il 3 marzo 1997;
3. Dionigi, nato il 25 novembre 1999.

## Titoli e trattamento
Nei paesi che li riconoscono , Duarte Pio porta i titoli di sua altezza reale, serenissimo signore, duca di Braganza, di Guimarães e di Barcelos, marchese di Vila Viçosa, conte di Arraiolos, di Ourém, di Barcelos, di Faria, di Neivae di Guimarães, sovrano del reale ordine di Santa Isabella, gran maestro dell'ordine dell'Immacolata Concezione di Vila Viçosa e gran maestro per nascita dell'Ordine reale di San Michele dell'Ala e giudice della Reale fratellanza di San Michele dell'Ala.
Nel giorno 18 novembre 2016, a Duarte Pio è stata conferita la dignità di presidente d'onore della real deputazione del Sacro militare ordine costantiniano di San Giorgio, a conferma dello stretto legame tra la casa di Braganza e la casa dei Borbone Due Sicilie. Prima di Duarte Pio una dignità così elevata a membri di case reali diverse dai Borbone Due Sicilie, fu assegnata solo nel 1801 allo zar Alessandro I di Russia.

## Ascendenza
|                                               |                   |                                              | Genitori                                         |  |  | Nonni |  |  | Bisnonni               |  |  | Trisnonni                  |  |
|                                               |                   |                                              |                                                  |  |  |       |  |  | Michele del Portogallo |  |  | Giovanni VI del Portogallo |  |
|                                               |                   |                                              |                                                  |  |  |       |  |  | Michele del Portogallo |  |  | Giovanni VI del Portogallo |  |
|                                               |                   | Carlotta Gioacchina di Borbone-Spagna        |                                                  |  |  |       |  |  | Michele del Portogallo |  |  |                            |  |
| Michele Gennaro di Braganza                   |                   |                                              |                                                  |  |  |       |  |  | Michele del Portogallo |  |  |                            |  |
|                                               |                   | Adelaide di Löwenstein-Wertheim-Rosenberg    | Costantino di Löwenstein-Wertheim-Rosenberg      |  |  |       |  |  |                        |  |  |                            |  |
|                                               |                   | Adelaide di Löwenstein-Wertheim-Rosenberg    | Costantino di Löwenstein-Wertheim-Rosenberg      |  |  |       |  |  |                        |  |  |                            |  |
|                                               |                   | Adelaide di Löwenstein-Wertheim-Rosenberg    | Agnese di Hohenlohe-Langenburg                   |  |  |       |  |  |                        |  |  |                            |  |
| Duarte Nuno di Braganza                       |                   | Adelaide di Löwenstein-Wertheim-Rosenberg    |                                                  |  |  |       |  |  |                        |  |  |                            |  |
|                                               |                   | Carlo I di Löwenstein-Wertheim-Rosenberg     | Costantino di Löwenstein-Wertheim-Rosenberg      |  |  |       |  |  |                        |  |  |                            |  |
|                                               |                   | Carlo I di Löwenstein-Wertheim-Rosenberg     | Costantino di Löwenstein-Wertheim-Rosenberg      |  |  |       |  |  |                        |  |  |                            |  |
|                                               |                   | Carlo I di Löwenstein-Wertheim-Rosenberg     | Agnese di Hohenlohe-Langenburg                   |  |  |       |  |  |                        |  |  |                            |  |
| Maria Teresa di Löwenstein-Wertheim-Rosenberg |                   | Carlo I di Löwenstein-Wertheim-Rosenberg     |                                                  |  |  |       |  |  |                        |  |  |                            |  |
|                                               |                   | Sofia del Liechtenstein                      | Luigi II del Liechtenstein                       |  |  |       |  |  |                        |  |  |                            |  |
|                                               |                   | Sofia del Liechtenstein                      | Luigi II del Liechtenstein                       |  |  |       |  |  |                        |  |  |                            |  |
|                                               |                   | Sofia del Liechtenstein                      | Franziska Kinsky von Wchinitz und Tettau         |  |  |       |  |  |                        |  |  |                            |  |
| Duarte Pio di Braganza                        |                   | Sofia del Liechtenstein                      |                                                  |  |  |       |  |  |                        |  |  |                            |  |
|                                               | Gastone d'Orléans | Luigi d'Orléans                              |                                                  |  |  |       |  |  |                        |  |  |                            |  |
|                                               | Gastone d'Orléans | Luigi d'Orléans                              |                                                  |  |  |       |  |  |                        |  |  |                            |  |
|                                               | Gastone d'Orléans | Vittoria di Sassonia-Coburgo-Kohary          |                                                  |  |  |       |  |  |                        |  |  |                            |  |
| Pietro d'Orléans-Braganza                     | Gastone d'Orléans |                                              |                                                  |  |  |       |  |  |                        |  |  |                            |  |
|                                               |                   | Isabella del Brasile                         | Pietro II del Brasile                            |  |  |       |  |  |                        |  |  |                            |  |
|                                               |                   | Isabella del Brasile                         | Pietro II del Brasile                            |  |  |       |  |  |                        |  |  |                            |  |
|                                               |                   | Isabella del Brasile                         | Teresa Cristina di Borbone-Due Sicilie           |  |  |       |  |  |                        |  |  |                            |  |
| Francesca d'Orléans-Braganza                  |                   | Isabella del Brasile                         |                                                  |  |  |       |  |  |                        |  |  |                            |  |
|                                               |                   | Conte Giovanni Dobrzensky de Dobrzenicz      | Conte Giovanni Dobržensky de Dobrženicz          |  |  |       |  |  |                        |  |  |                            |  |
|                                               |                   | Conte Giovanni Dobrzensky de Dobrzenicz      | Conte Giovanni Dobržensky de Dobrženicz          |  |  |       |  |  |                        |  |  |                            |  |
|                                               |                   | Conte Giovanni Dobrzensky de Dobrzenicz      | Baronessa Maria Friederike von Wanczura Rzehnicz |  |  |       |  |  |                        |  |  |                            |  |
| Elisabetta Dobrzensky de Dobrzenicz           |                   | Conte Giovanni Dobrzensky de Dobrzenicz      |                                                  |  |  |       |  |  |                        |  |  |                            |  |
|                                               |                   | Contessa Elisabetta Kottulinsky von Kottulin | Conte Josef Kottulinsky von Kottulin             |  |  |       |  |  |                        |  |  |                            |  |
|                                               |                   | Contessa Elisabetta Kottulinsky von Kottulin | Conte Josef Kottulinsky von Kottulin             |  |  |       |  |  |                        |  |  |                            |  |
|                                               |                   | Contessa Elisabetta Kottulinsky von Kottulin | Baronessa Adelheid von Attems-Heiligenkreuz      |  |  |       |  |  |                        |  |  |                            |  |
|                                               |                   | Contessa Elisabetta Kottulinsky von Kottulin |                                                  |  |  |       |  |  |                        |  |  |                            |  |

### Ascendenza patrilineare
1. Cariberto di Hesbaye, 555-636
2. Crodoberto I di Tours, 653-695
3. Lamberto I di Hesbaye, ...-dopo il 650
4. Crodoberto II, ...-dopo il 678
5. Lamberto II di Hesbaye, 669-741
6. Roberto I di Hesbaye, 697-748
7. Turimberto di Hesbaye, 735-770
8. Roberto II di Hesbaye, 770-807
9. Roberto III di Hesbaye, 781-834
10. Roberto il Forte, 820-866
11. Roberto I di Francia, 886-923
12. Ugo il Grande, 898-956
13. Ugo Capeto, 940-996
14. Roberto II di Francia, 972-1031
15. Roberto I di Borgogna, 1011-1076
16. Enrico di Borgogna, 1035-1074
17. Enrico di Borgogna, conte del Portogallo, 1069-1112
18. Alfonso I del Portogallo, 1109-1185
19. Sancho I del Portogallo, 1154-1212
20. Alfonso II del Portogallo, 1185-1223
21. Alfonso III del Portogallo, 1210-1269
22. Dionigi del Portogallo, 1261-1325
23. Alfonso IV del Portogallo, 1291-1357
24. Pietro I del Portogallo, 1320-1367
25. Giovanni I del Portogallo, 1358-1433
26. Alfonso I di Braganza, 1377-1461
27. Ferdinando I di Braganza, 1403-1478
28. Ferdinando II di Braganza, 1430-1483
29. Giacomo di Braganza, 1479-1532
30. Teodosio I di Braganza, 1510-1563
31. Giovanni I di Braganza, 1543-1583
32. Teodosio II di Braganza, 1568-1630
33. Giovanni IV del Portogallo, 1604-1656
34. Pietro II del Portogallo, 1648-1706
35. Giovanni V del Portogallo, 1689-1750
36. Pietro III del Portogallo, 1717-1786
37. Giovanni VI del Portogallo, 1767-1826
38. Michele del Portogallo, 1802-1866
39. Michele Gennaro di Braganza, 1853-1927
40. Duarte Nuno di Braganza, 1907-1976
41. Duarte Pio di Braganza, 1945